# Ligne ferroviaire régionale du Latium FL5
La ligne FL5 (FR5 jusqu'en 2012) est le nom d'une ligne du service ferroviaire régional du Latium, intégré au Service ferroviaire suburbain de Rome. 

## Gares
| Gare                     | Commune         | Ouverture | Correspondance | Note                                              | Zone de tarification, |
| ------------------------ | --------------- | --------- | -------------- | ------------------------------------------------- | --------------------- |
| Civitavecchia            | Civitavecchia   | 1859      | COTRAL         | Billetterie · Bar                                 | D                     |
| Santa Marinella          | Santa Marinella | 1859      |                | Billetterie · Bar                                 | C                     |
| Santa Severa             | Santa Marinella |           |                |                                                   | C                     |
| Marina di Cerveteri      | Cerveteri       | 1980      |                | Bar                                               | B                     |
| Ladispoli-Cerveteri      | Ladispoli       | 1939      |                | Billetterie · Bar                                 | B                     |
| Palo Laziale             | Ladispoli       |           |                |                                                   | B                     |
| Torre in Pietra-Palidoro | Fiumicino       |           |                |                                                   | B                     |
| Maccarese-Fregene        | Fiumicino       |           |                |                                                   | B                     |
| Rome Aurelia             | Rome            | 1990      | ATAC           | Début de la zone urbaine de Rome                  | A                     |
| Rome San Pietro          | Rome            | 1894      | ATAC           | Billetterie · Escalator · Ascenseur · Bar · Taxi  | A                     |
| Rome Trastevere          | Roma            | 1911      | ATAC           | Billetterie · Bar · Taxi                          | A                     |
| Rome Ostiense            | Rome            | 1940      | ATAC           | Billetterie · Escalator · Ascenseur · Bar · Taxi  | A                     |
| Rome Tuscolana           | Rome            | 1890      | ATAC           | Billetterie · Ascenseur · Bar                     | A                     |
| Rome Termini             | Rome            | 1862      | ATAC           | Biglietteria · Escalator · Ascenseur · Bar · Taxi | A                     |